# Verwaltungsgemeinschaft Eschenbach in der Oberpfalz
Die Verwaltungsgemeinschaft Eschenbach in der Oberpfalz liegt im Oberpfälzer Landkreis Neustadt an der Waldnaab und wird von folgenden Gemeinden gebildet:
1. Eschenbach i.d.OPf., Stadt, 4318 Einwohner, 35,13 km²
2. Neustadt am Kulm, Stadt, 1167 Einwohner, 20,30 km²
3. Speinshart, Gemeinde, 1132 Einwohner, 23,77 km²

Sitz der Verwaltungsgemeinschaft ist Eschenbach.
Aufgrund ihrer jeweils überregionalen Strahlkraft sind besonders hervorzuheben das zum Bistum Regensburg gehörende Kloster Speinshart, der 2013 zu Deutschlands schönstem Naturwunder gewählte Rauhe Kulm sowie die im 15. Jahrhundert angelegte Teichkette Russweiher. Am Fuße des Rauhen Kulms befindet sich in der Kulmterrasse eine Dauerausstellung archäologischer Funde aus der reichen Geschichte Neustadts sowie der gesamten Region, der historischen Flednitz. Erwähnenswert ist zudem die Netzaberg Housing Area, die größte US-Garnison außerhalb des festländischen US-Staatsgebiets.